# Абу-л-Фазл
Абу-л-Фазл (1551 — 1602) — індійський хроніст та філософ, візир, радник і друг Акбара.
Знайомий з багатьма релігіями та сектами, переконував Акбара додержуватися політики віротерпимості. Вів усе його дипломатичне листування з іноземними державами.
Був убитий за наказом сина Акбара Джахангіра, який боявся посилення впливу Абу-л-Фазла на свого батька.
Написав на фарсі велику хроніку правління Акбара «Акбарнаме», найціннішою частиною якої є «Постанови Акбара» («Анні Акбарі», т. 1-2, Калькутта, 1867-77), що містять описи різних областей Могольської держави, таблиці податкового відомства, різні постанови та автобіографію. Від Абі-л-Фазла також збереглася збірка дипломатичних послань — «Збірка Абу-л-Фазла» («Іншан Абу-л-Фазл»). Стиль Абу-л-Фазла повний риторики та патетики, в його час вважався зразковим.